# Helmut Wechselberger
Helmut Wechselberger (Innsbruck, 12 de febrer de 1953) va ser un ciclista austríac, que fou professional entre 1987 i 1989.
Helmut Wechselberger va passar al professionalisme molt tard, amb 34 anys, l'octubre de 1987 a l'equip Paini-Bottecchia-Sidi. Com a amateur havia aconseguit nombrosos èxits esportius, com ara la Volta a Renània-Palatinat, la Volta a la Baixa Saxònia, la Volta a Àustria en dues ocasions i fins i tot el Campió d'Àustria en ruta de 1984. En el poc temps que fou professional tingué temps per guanyar la Volta a Suïssa de 1988.

## Palmarès
- 1981
  - 1r a l'Internationales Ernst-Sachs-Gedächtnis-Rennen
- 1982
  - 1r a la Volta a Renània-Palatinat
  - 1r a la Volta a Àustria
  - 1r a la Viena-Rabenstein-Gresten-Viena
  - Vencedor d'una etapa del Gran Premi Guillem Tell
- 1983
  - 1r al Giro de les Regions i vencedor d'una etapa
  - Vencedor de 2 etapes a la Volta a la Baixa Saxònia
- 1984
  -  Campió d'Àustria en ruta
- 1985
  - 1r a la Volta a Àustria
- 1987
  - 1r a la Volta a la Baixa Saxònia i vencedor d'una etapa
  - 1r a la Florència-Pistoia
  - 1r al Trofeu Alcide Degasperi
- 1988
  - 1r a la Volta a Suïssa

### Resultats al Tour de França
- 1989. 42è de la classificació general

### Resultats al Giro d'Itàlia
- 1988. 23è de la classificació general

### Resultats a la Volta a Espanya
- 1989. 37è de la classificació general